# Beethovenplatz (Wien)

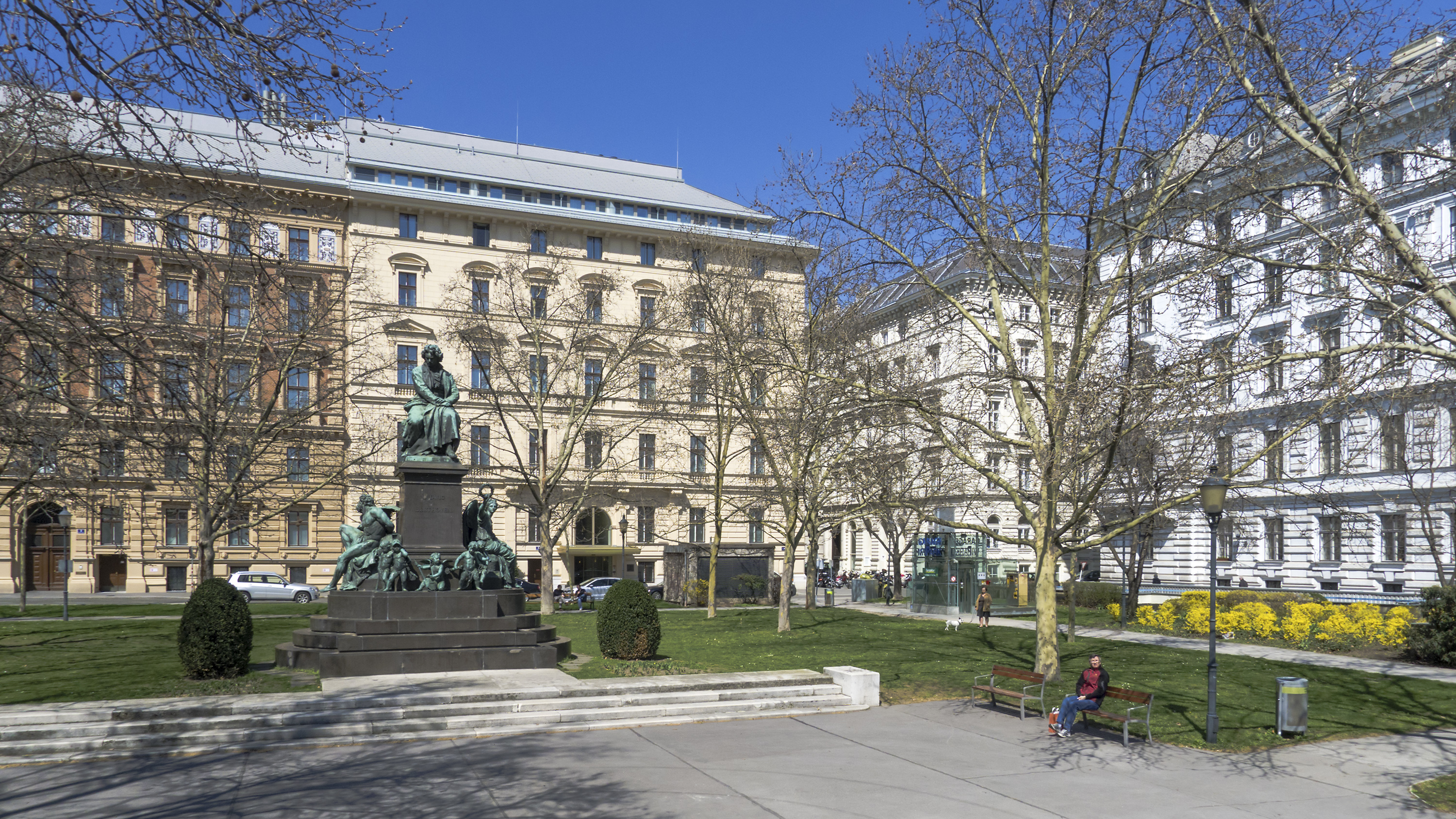
Der Beethovenplatz, von der Lothringerstraße aus gesehen

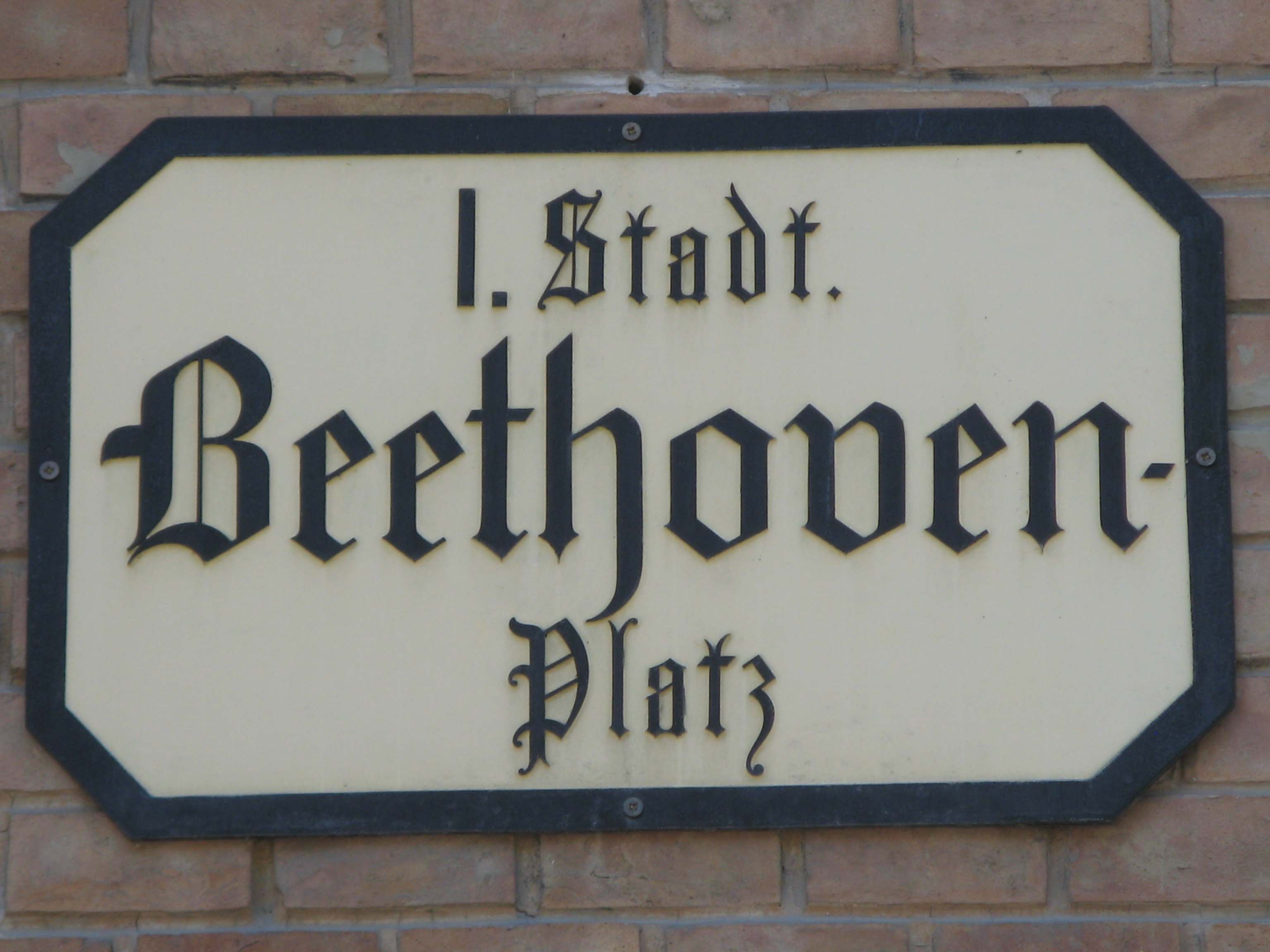
Straßentafel am Beethovenplatz

Der Beethovenplatz ist ein Platz mit Parkanlage und bemerkenswerten Bauwerken im 1. Wiener Gemeindebezirk, der Inneren Stadt.

## Geschichte
Das Gelände des heutigen Beethovenplatzes war im Mittelalter Teil der Vorstadt vor dem Stubentor. Seit dem 16. Jahrhundert befand sich hier das vor der Stadtmauer gelegene Glacis, ein freizuhaltendes Schussfeld. 1850 wurde die Gegend in die Stadt Wien eingemeindet.
Im Zuge der von Kaiser Franz Joseph I. 1857 bewilligten, 1858 begonnenen Schleifung der Stadtmauer und der Errichtung der Wiener Ringstraße als Prachtboulevard um die Altstadt wurde das Gelände zwischen dem heutigen Schubertring, damals Kolowratring, und der parallelen, neu angelegten  Lothringerstraße am linken Ufer des Wienflusses parzelliert und von 1865 an verbaut. Dabei wurde die Fläche eines größeren Häuserblocks nicht verbaut, sondern als Platz ausgespart. Die Parzelle übergab der Stadterweiterungsfonds im Jahr 1873 kostenlos an die Stadt Wien.
1880 wurde hier das von Caspar von Zumbusch gestaltete Beethovendenkmal enthüllt; im gleichen Jahr schien der Platz in Lehmanns Wiener Adressbuch erstmals als Beethovenplatz auf.
Seit 30. Juni 1899 verkehrte am rechten Wienflussufer in Tieflage die Untere Wientallinie der  Stadtbahn, seit 1978 die U-Bahn-Linie U4, die die dem Beethovenplatz sehr nahe gelegene Station Stadtpark am nördlichen Ende der Lothringerstraße bedient(e). Bis 1899 wurde in diesem Abschnitt auch die Einwölbung des Wienflusses und der Stadtbahn  fertiggestellt. Um 1970 wurde unter dem ursprünglich von Lothar Abel gestalteten Park eine Tiefgarage eröffnet, für deren Bau alte Bäume gefällt werden mussten.

## Park und Beethoven-Denkmal
Der Großteil der Fläche des Beethovenplatzes wird vom 3700 m² großen Beethovenpark eingenommen, in dessen Zentrum sich das 1880 errichtete Denkmal für den in Wien wirkenden deutschen Komponisten Ludwig van Beethoven von Caspar von Zumbusch befindet. Nachdem der Fluss eingewölbt worden war, drehte man 1899 das in der Mitte des Platzes befindliche Denkmal um 180 Grad in Richtung der nun wichtigeren, 1902 bis 1980 von Straßenbahnlinien befahrenen Lothringerstraße.
Das Originalmodell der Denkmalfigur ist heute im an der Lothringerstraße schräg gegenüber dem Beethovenplatz liegenden Wiener Konzerthaus in dessen Foyer aufgestellt. Das strenghistoristische Denkmal besteht aus einem Steinsockel von Eduard Hauser, der Sitzfigur Beethovens aus Bronze und begleitenden Figuren, ebenfalls aus Bronze, die einen gefesselten Prometheus und eine Victoria sowie neun Putten als Allegorien für Beethovens Sinfonien darstellen.

## Gebäude
Nr. 1: Das bedeutendste Bauwerk am Beethovenplatz ist das (in Verlängerung der Christinengasse) an seiner Südwestfront errichtete Akademische Gymnasium, das 1863–1866 im neugotischen Stil von Friedrich von Schmidt unter Beteiligung von Wilhelm Köllig und Josef Hlávka erbaut wurde. Es handelt sich dabei um den ersten neugotischen Profanbau Schmidts in Wien, der für die weitere neugotische Profanarchitektur programmatisch wurde. Das Gymnasium wurde nach dem Muster eines mittelalterlichen Kreuzganghofes mit umlaufenden Arkadengängen gestaltet. An der Hauptfassade befinden sich die Wappen der Kronländer der österreichisch-ungarischen Monarchie. Im Inneren sind eine Statue des Moses von Vincenz Pilz im Brunnenhaus sowie ein Kriegerdenkmal von Joseph Josephu (1936) zu erwähnen. Das Vestibül ist mit floraler Dekormalerei von Karl Jobst verziert.
Das bis 1866 in der Bäckerstraße situierte, traditionsreiche Gymnasium, 1552 begründet, hatte im Laufe der Zeit zahlreiche prominente Schüler. Für einige von ihnen wurden Gedenktafeln angebracht, so für Franz Schubert, Erwin Schrödinger, Lise Meitner, Hans Kelsen, Peter Altenberg, Arthur Schnitzler, Richard Beer-Hofmann, Hugo von Hofmannsthal, den rumänischen Schriftsteller und Außenminister Titu Maiorescu und den ersten tschechoslowakischen Staatspräsidenten Tomáš Garrigue Masaryk.
Nr. 2: Hier befindet sich (in Verlängerung der Kantgasse) ein Sichtziegelgebäude im Neurenaissancestil von Friedrich Schachner von 1868 / 1869. Es ist Teil des Häuserblocks Schubertring 5 und 7, der 1939–1970 (siehe Haus Nr. 3) sukzessive von der Girozentrale und Bank der österreichischen Sparkassen erworben und von deren Rechtsnachfolger Erste Bank 1997–2005 genutzt und dann verkauft wurde. 2012 wurde hier ein Ritz-Carlton-Hotel eröffnet.
Nr. 3: Das ehemalige Palais Gutmann (ebenfalls in Verlängerung der Kantgasse) wurde 1869–1871 von Carl Tietz für Wilhelm Ritter von Gutmann ebenfalls im Stil der Neurenaissance errichtet. Bemerkenswert ist vor allem das Innere mit einer Beletagewohnung in hervorragender historistischer Ausstattung. 1941 wurde das Gebäude von Franz Klimscha umgebaut. In Lehmanns Wiener Adressbuch, Ausgabe 1942, war das Haus als Sitz der Girozentrale der Ostmärkischen Sparkassen und des Ostmärkischen Sparkassen- und Giroverbandes eingetragen. Es war bis 2005 Bankgebäude und ist seit 2012 Hotel (siehe Haus Nr. 2).
Nr. 4: Das Gebäude von Johann Romano und August Schwendenwein von 1869/70 (in Verlängerung der Fichtegasse) besitzt ebenfalls eine schöne Innenausstattung, darunter die einzige bekannte Ausstattungsmalerei von Leopold Carl Müller (1870), die eine Jahreszeitenallegorie darstellt.
Auf der Seite zur Lothringerstraße grenzt der Beethovenplatz ohne Verbauung direkt an diese mit sehr breitem grünen Mittelstreifen versehene Straße. (Am Rand des Mittelteils der Straße auf der Seite zum Konzerthaus
verkehrten bis 1980 drei Straßenbahnlinien.)

## Galerie

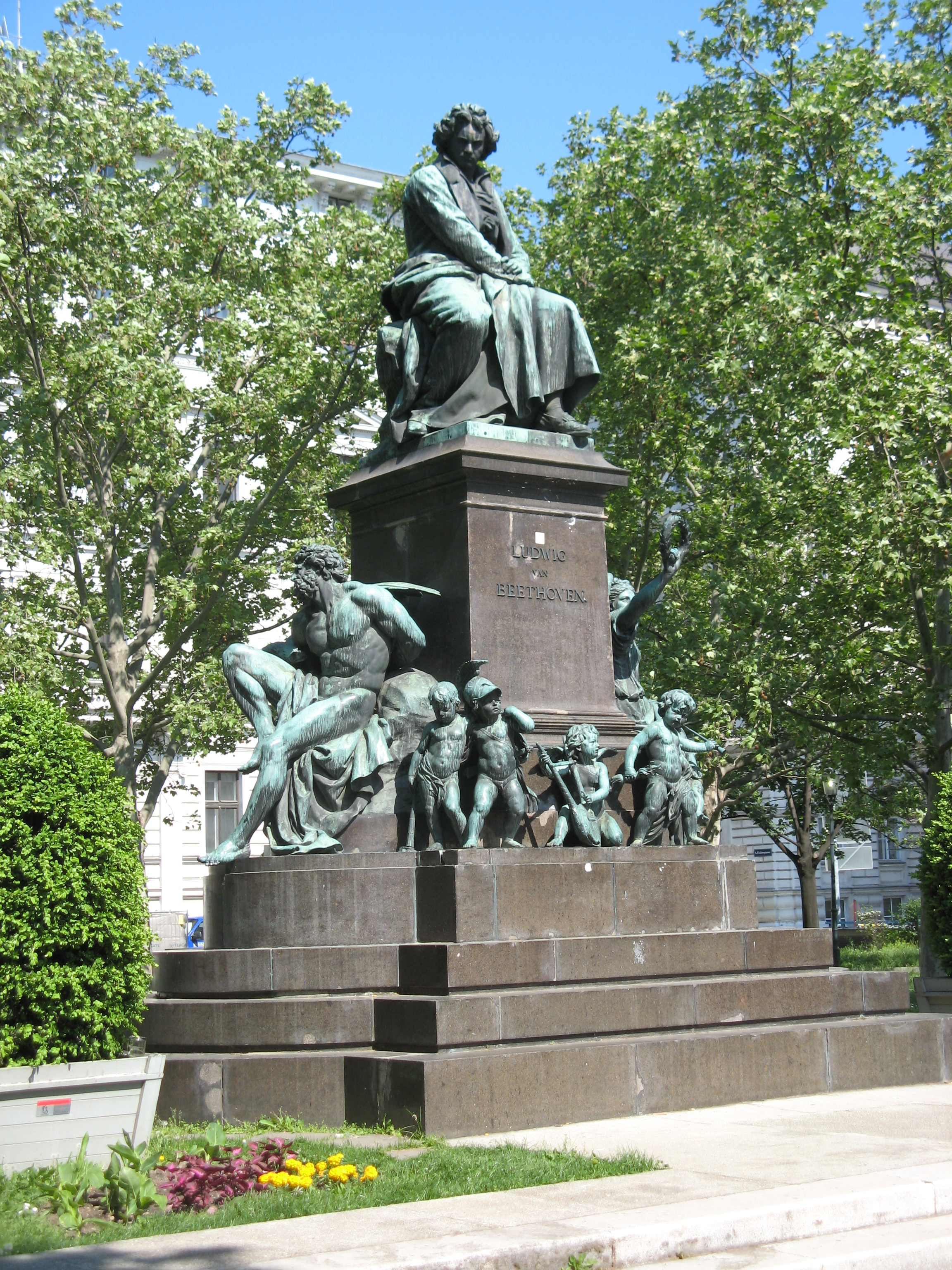
Beethoven-Denkmal von Caspar von Zumbusch (1880)
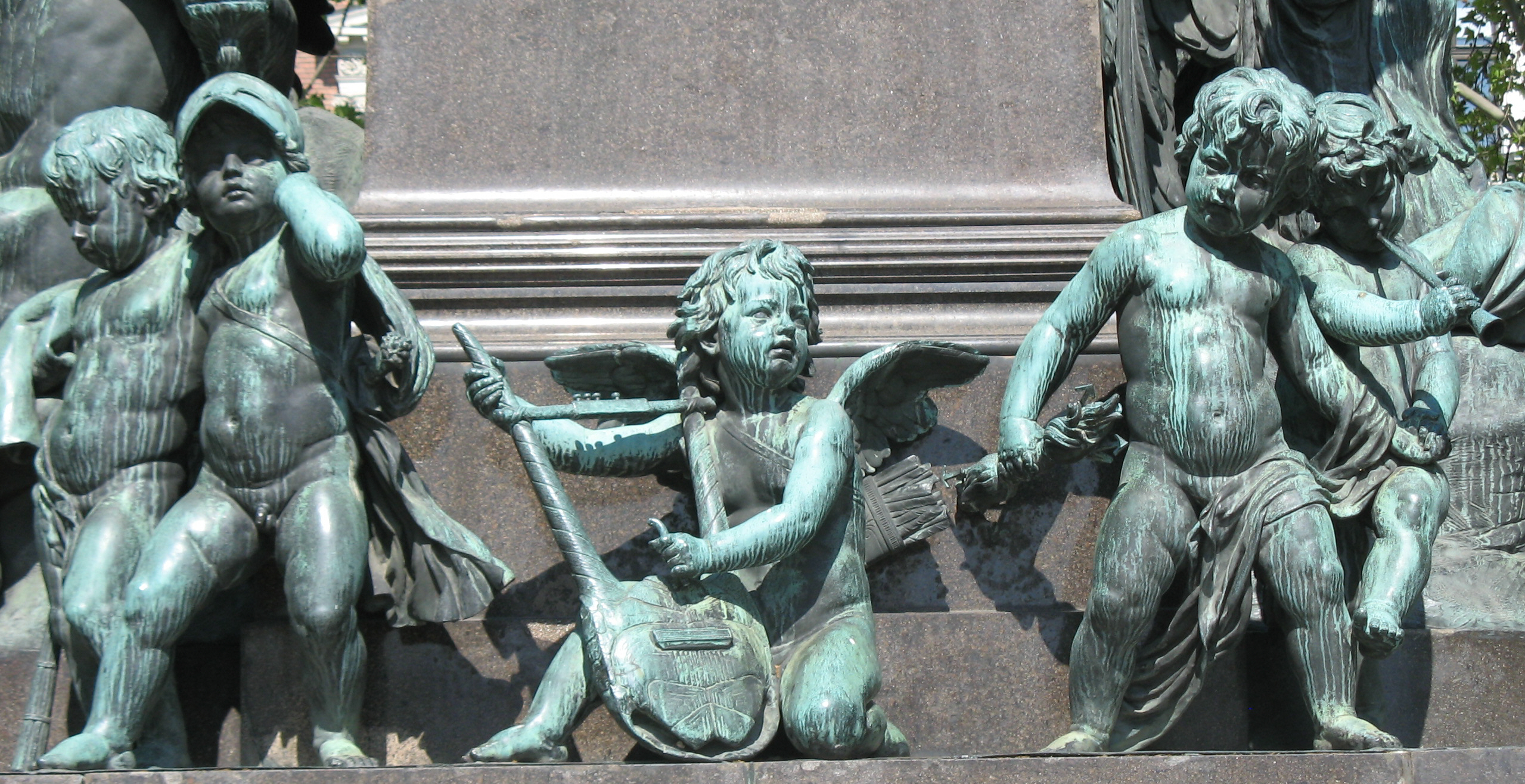
Putten, die 9 Sinfonien Beethovens darstellend
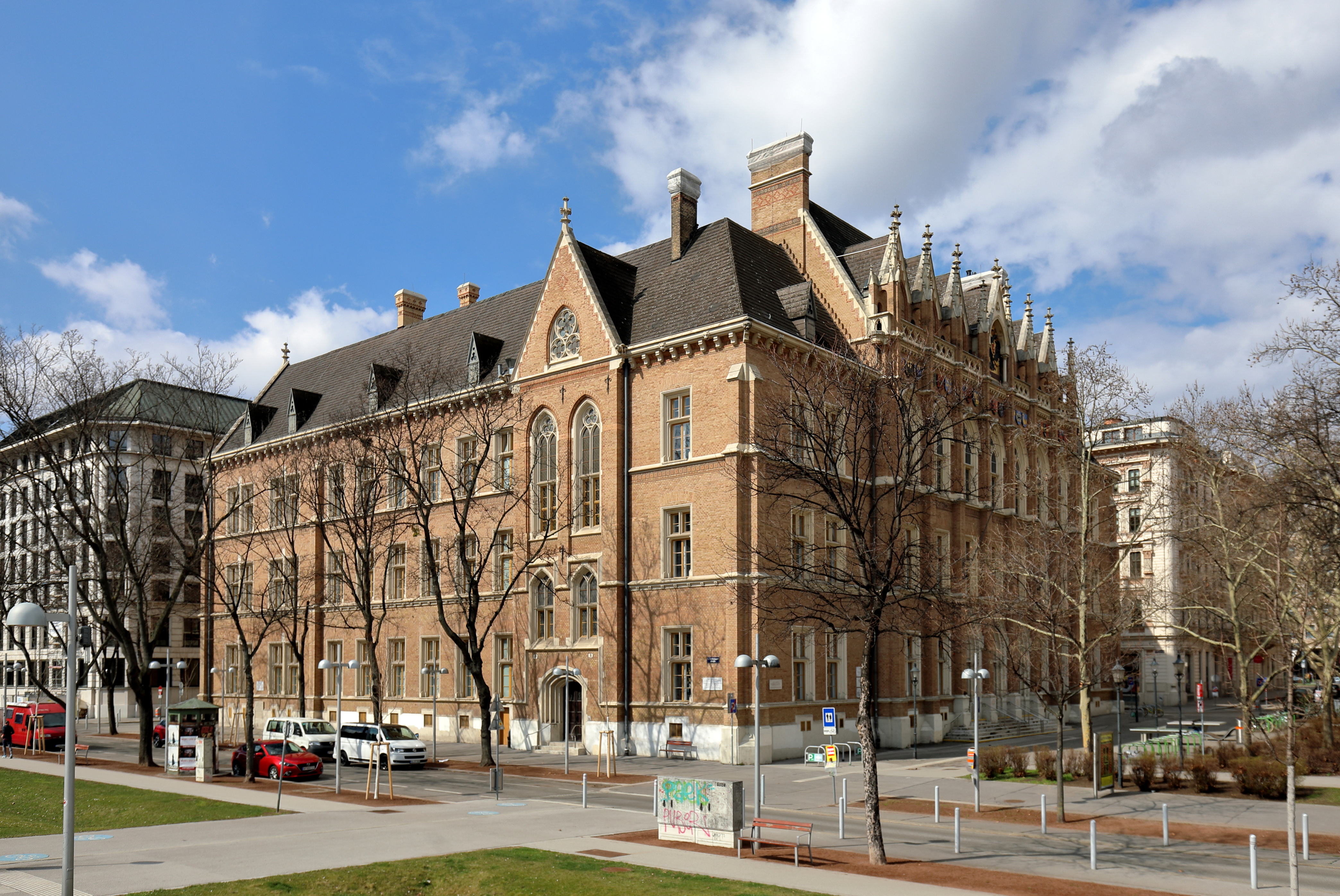
Akademisches Gymnasium (1863–66) von Friedrich von Schmidt
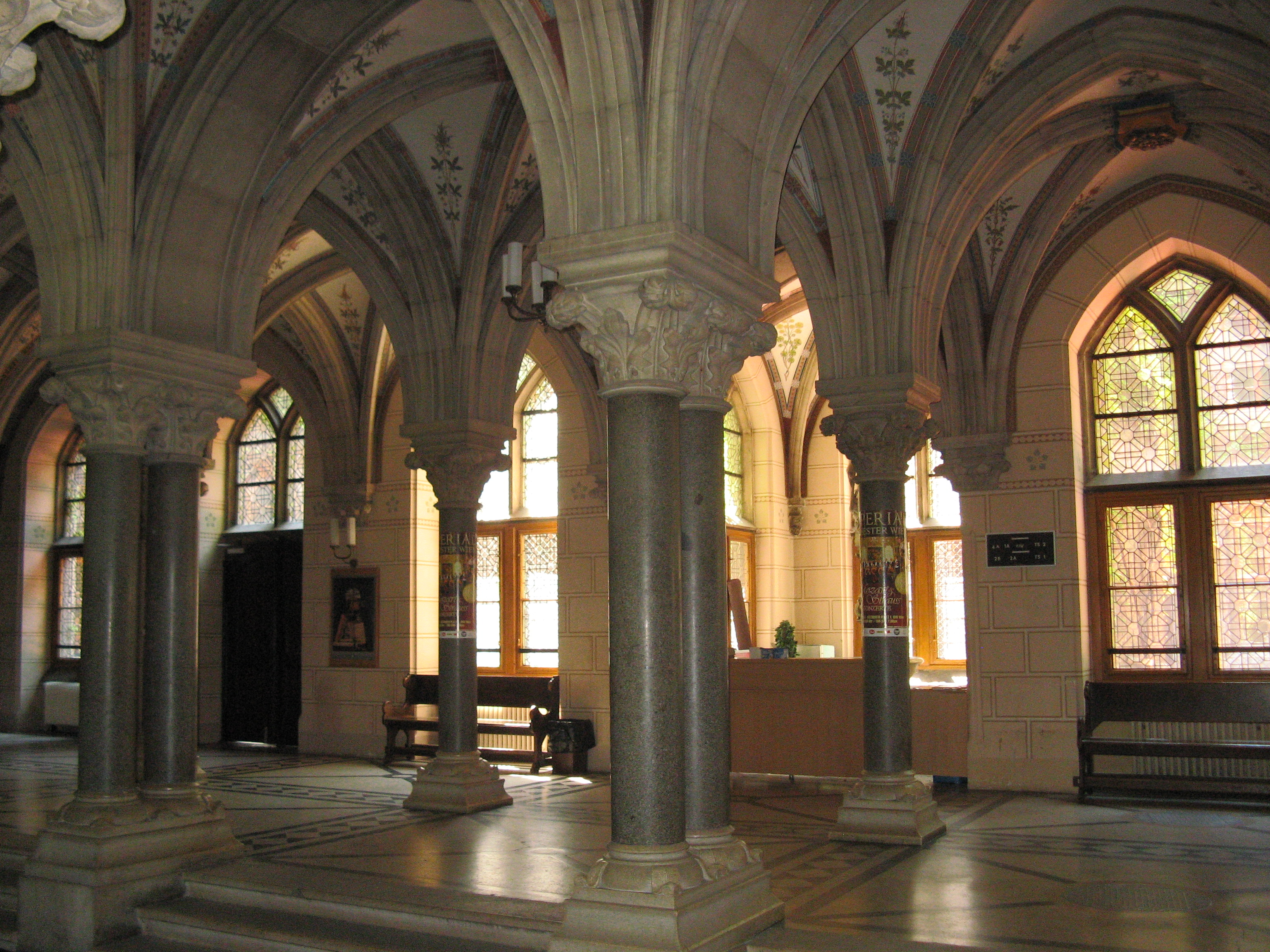
Inneres des Akademischen Gymnasiums
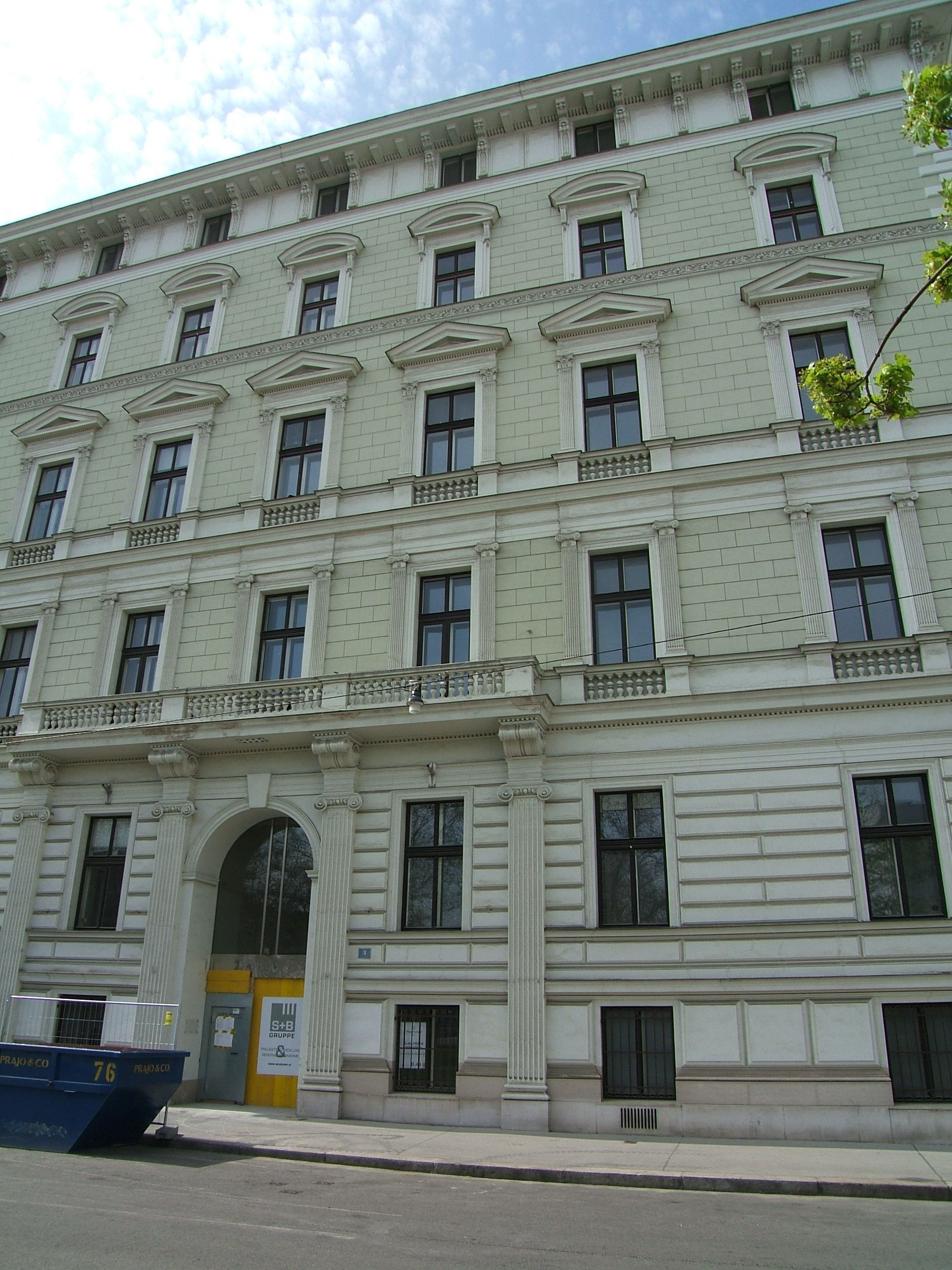
Palais Gutmann, Beethovenplatz 3